# Nhiếp chính
Nhiếp chính (chữ Hán: 攝政), tiếng Anh gọi là Regent, là một hình thức chính trị của thời kỳ quân chủ chuyên chế hoặc quân chủ lập hiến trong lịch sử của nhiều quốc gia từ châu Âu đến Đông Á.
Nhiếp chính có thể là một dạng hội đồng hoặc một cá nhân, được hình thành khi một vị quân chủ không có khả năng trị vì, xử lý và điều hành nền quân chủ, thì một người, cơ quan khác sẽ thay vị quân chủ đó quản lý và giải quyết.
Thuật ngữ nhiếp chính cần được phân biệt với thuật ngữ nhiếp chính vương (tiếng Anh: prince/princess regent), được dùng để chỉ một thân vương trực hệ huyết thống hoàng gia thuộc dòng kế vị thực hiện quyền cai trị thay mặt cho quân chủ khi người đó còn thiếu niên hoặc mất khả năng cai trị, điển hình như trường hợp của Vương tử George, Thân vương xứ Wales giữ vai trò nhiếp chính vương trong giai đoạn 1811-1820, khi cha của ông là George III của Anh mất năng lực cai trị.  
Còn một số trường hợp vợ của Vua có thể nhiếp chính cho người thừa kế vị ngai vàng khi còn nhỏ tuổi ví dụ như Thái hậu Emma vợ thứ hai của Vua Willem III nhiếp chính cho con gái của họ là Nữ vương Wilhelmina trong thời kỳ thiểu số từ năm 1890 đến năm 1898. Khi Nữ vương còn nhỏ tuổi chưa có thể cai trị đất nước.   

## Quy tắc

### Giám quốc và Phụ chính đại thần
Nhiếp chính thường xuất hiện trong trường hợp vị quân chủ vắng mặt, bị mắc bệnh tật hoặc thông thường là còn nhỏ tuổi để có thể tự cai trị.
Khi đó, một "Hội đồng nhiếp chính" gồm các quan chức cấp cao nhất sẽ thay vị quân chủ ấy giải quyết chính sự. Đứng đầu cơ quan này, thông thường sẽ là Thái tử, lúc đó sẽ xưng [Giám quốc; 監國]. Nếu là một cá nhân khác có toàn quyền xử lý chính sự, tức sẽ gọi là [Nhiếp chính; 摄政] hay [Bỉnh chính; 秉政]. Còn như một đại bộ phận giúp xử lý chính sự, nhưng không mang quyền độc đoán, tất sẽ gọi là [Phụ chính; 辅政]. Triều đại nhà Thanh, Duệ Thân vương Đa Nhĩ Cổn cùng Trịnh Thân vương Tế Nhĩ Cáp Lãng đều là 2 vị Thân vương giúp Thuận Trị Đế xử lý triều chính khi còn quá nhỏ, nhưng Đa Nhĩ Cổn thụ phong Thúc phụ Nhiếp Chính vương (叔父攝政王), Tế Nhĩ Cáp Lãng là Tín Nghĩa Phụ Chính Thúc vương (信義輔政叔王), cho thấy rõ sự khác biệt giữa ["Phụ chính"] cùng ["Nhiếp chính"], dù cả hai vị trí này căn bản đều giúp Hoàng đế xử lý chính sự. Thời kỳ nhà Nguyễn, các hàng tông thân quốc thích thường sẽ được chỉ định làm người phụ chính, được gọi là Phụ chính Thân thần (辅政親臣), còn những đại thần có quyền hành thì đều gọi chung là Phụ chính đại thần (辅政大臣).
Tại Nhật Bản cổ đại, các quan nhiếp chính gọi là Quan bạch (關白). Từ năm 858, thời Thiên hoàng Seiwa do ngoại tổ phụ Fujiwara no Yoshifusa nhiếp chính, thì chức quan nhiếp chính Nhật Bản do dòng họ Hokke (藤原北家; Đằng Nguyên Bắc Gia) chiếm hữu, mãi đến tận thời Minh Trị.
Ở Triều Tiên, các Quốc vương thường kế vị ở độ tuổi trưởng thành, nên nền nhiếp chính ở Triều Tiên thường không có lịch sử lâu đời. Tuy nhiên chế độ nhiếp chính cũng xuất hiện khi Quốc vương còn nhỏ tuổi, như thời Triều Tiên Cao Tông, cha ông là Hưng Tuyên Đại Viện Quân trở thành người nhiếp chính, nắm quyền lực thực tế trong thời gian dài.

### Thái hậu tham chính

#### Lâm triều xưng chế
Tuy vậy, một hiện tượng tuy không chính thức nhưng là luật bất thành văn và xảy ra rất thường xuyên, là người mẹ (hoặc bà nội) của vị quân chủ ấy thường sẽ tham dự hội đồng nhiếp chính và có khả năng đứng đầu hội đồng nhiếp chính trong khi Hoàng đế còn quá nhỏ tuổi. Hiện tượng mẹ của quân chủ nhiếp chính bắt đầu từ khi Tuyên Thái hậu Mị thị, sinh mẫu của Tần Chiêu Tương vương được tôn làm Thái hậu và bắt đầu tham gia triều chính, mở đầu hiện tượng Thái hậu chuyên quyền trong suốt chiều dài lịch sử các quốc gia Đông Á. Sách Hậu Hán thư có bình rằng:
| “                         | 自古雖主幼時艱，王家多釁，必委成冢宰，簡求忠賢，未有專任婦人，斷割重器。唯秦羋太后（即宣太后）始攝政事，故穰侯權重於昭王，家富於嬴國。 . Từ xưa khi các Vương còn nhỏ tuổi, cơ nghiệp vương thất gặp nguy, tất sẽ ủy thác cho Trủng tề, lại cầu danh hiền, chứ không có chuyện dựa dẫm vào đàn bà, có nguy cơ làm đứt đoạn giang sơn. Chỉ duy có Mị Thái hậu nước Tần, khơi mào cho chuyện nhiếp chính sự, khiến Nhương hầu (Ngụy Nhiễm) quyền ngang với Chiêu vương, thế lực áp đảo tại đất họ Doanh. | ” |
| — Hậu Hán thư - Phạm Diệp | |   |

Sang thời nhà Hán, Lã Thái hậu nhân lúc Hán Huệ Đế bạo bệnh băng hà, Hoàng đế Lưu Cung còn nhỏ mà tự mình chính thức lâm triều, ra chiếu chỉ tự xưng mình là 「Chế; 制」, mở đầu cho một hiện tượng mà các sử gia gọi là 「Lâm triều xưng chế; 临朝称制」 của các vị Hoàng thái hậu. Vào thời điểm đó, các Thái hậu có thể lên triều nghị chính một cách công khai như các vị Hoàng đế quân chủ. 
| “                      | 惠帝崩，太子立为皇帝，年幼，太后临朝称制，大赦天下。 . Huệ Đế băng, Thái tử tức vị Hoàng đế. Niên ấu, Thái hậu lâm triều xưng chế, đại xá thiên hạ. | ” |
| — Hán thư - Cao hậu kỷ | |   |

Vốn dĩ, "Lâm triều" ý là xử lý quốc chính, tương đương Thiên tử lâm triều, còn "xưng Chế" là tiến hành quyền quản lý quốc chính như Thiên tử. Từ xưa, hậu phi vốn chỉ ở trong cung, không có quyền hành xử lý quốc sự chính thức. Từ khi Tần Thủy Hoàng xưng Hoàng đế, ban lệnh đều gọi là ["Chế"; 制] hoặc ["Chiếu"; 诏], công văn gọi là ["Cáo"; 诰]. Trong Hậu Hán thư, cuốn thứ 3 - "Túc Tông Hiếu Chương hoàng đế bản kỷ", có ghi lại rằng:「"Đế thân xưng Chế lâm quyết, như Hiếu Tuyên Cam Lộ Thạch Cừ cố sự, tác Bạch Hổ nghị tấu"; 帝親稱制臨決，如孝宣甘露石渠故事，作白虎議奏。」. Như vậy, "Lâm triều" tức là đăng vị giải quyết quốc sự, mang tính trọng đại, mà hậu phi cung tần vốn dĩ không có quyền tham chính, nếu như có quyền đó thì tức là "xưng Chế", hàm ý hành xử đều tương đương quyền lực của Hoàng đế. Lịch sử gọi những người phụ nữ này là 「Nữ chủ; 女主」.

#### Thùy liêm thính chính
Đến thời của Võ Tắc Thiên, bà ngồi sau một bức mành (Hán ngữ viết "Liêm tử"; 帘子) để nghe triều thần nghị luận việc nước sau lưng Đường Cao Tông và can thiệp vào mọi việc chính trị. Vào lúc này, việc Hậu phi tham chính được khai sinh ra một cách diễn đạt mới, gọi là 「Thùy liêm; 垂帘」, có nghĩa là "Buông rèm", cho phép Hoàng hậu có thể ở sau Hoàng đế mà dự thính cùng thảo luận chính sự và cô ấy có thể can thiệp vào chính trị hoặc hướng dẫn hoàng đế trong những vấn đề quan trọng càng sớm càng tốt. Điều này có ghi trong Cựu Đường thư:
| “                             | 時帝風疹不能聽朝，政事皆決於天后。自誅上官儀後，上每視朝，天后垂簾於御座後，政事大小皆預聞之，內外稱為「二聖」。帝欲下詔令天后攝國政，中書侍郎郝處俊諫止之。 . Khi vua (tức Đường Cao Tông) bị bệnh không thể nghe triều, chính sự toàn quyết do Thiên hậu (tức Võ Tắc Thiên). Từ khi giết Thượng Quan Nghi, mỗi lần coi triều, Thiên hậu đều buông rèm ngồi ở sau bảo tọa, chính sự lớn nhỏ đều nghe biết hết, đương thời xưng gọi 「Nhị Thánh」. Vua sau đó hạ chiếu lệnh Thiên hậu Nhiếp quốc chính, Trung thư Thị lang Hách Xử Tuấn ngăn cản. | ” |
| — Cựu Đường thư - Cao Tông kỷ | |   |

Sang thời nhà Tống, đời Tống Nhân Tông, có Chương Hiến Lưu Thái hậu từng được di chiếu 「Quân quốc trọng sự, quyền thủ xử phân; 軍國重事，權取處分」, đứng đầu nhóm người được quyền quản lý chính sự. Vào lúc ấy, việc nhiếp chính này của Lưu Thái hậu tiến hành Thùy liêm ở Thừa Minh điện (承明殿), Hoàng đế ở bên Tả, Thái hậu ở bên Hữu, vẫn dùng việc [Thùy liêm] để giải quyết sự vụ. Sang thời Tống Anh Tông, trong thời gian cai trị đầu tiên thì ông từng liên tiếp bạo bệnh, khi ấy Từ Thánh hậu từng ở sau mành mà nhiếp chính quốc gia trọng sự, đây là lúc chính thức ghi nhận việc Thái hậu tham chính bằng cách buông rèm là 「Thùy liêm thính chánh; 垂帘听政」.
Việc này được sách Đông đô sự lược (東都事略) chép rất rõ:
| “                 | 英宗暴得疾，慈圣后垂帘听政。 . Anh Tông bạo bệnh, Từ Thánh hậu thùy liêm thính chính. | ” |
| — Đông đô sự lược |                                                                                       |   |

Từ đó, các đời Hoàng thái hậu nhiếp chính đều ngồi sau bức mành nghe việc, làm cho cụm từ "Thùy liêm thính chánh" từ đó ám chỉ việc phụ nữ tham dự triều chính. Tuy nhiên đây cũng là một hành động thường thức nếu Hậu phi có việc không tiện lộ diện với Ngoại thần thì đều ở sau một bức rèm, đều có người truyền đạt gián tiếp, đó là bởi vì không người nam nào trừ chồng (tức Hoàng đế) có thể tùy tiện nhìn mặt các bà, thậm chí là Hoàng tử do mình sinh ra cũng có nghi kị. Sự tách biệt nam nữ này được duy trì ở tất cả các quốc gia đồng văn, gồm cả Việt Nam, Nhật Bản và Hàn Quốc.
Nghi thức "Thùy liêm" này là một hành động tham dự chính trị chính thức, do đó cũng đều phải có quy trình cụ thể, mà quy trình cụ thể đều tùy thuộc triều đại quyết định. Theo quy chế thời nhà Tống, triều đại ghi lại nhiều hình thức "Thùy liêm" nhất, lúc đang nghị định hình thức cho Chương Hiến Thái hậu đã dẫn lệ đời Đông Hán, cho thấy Hoàng thái hậu và Hoàng đế khi cùng nghe chính ở trên điện là ngồi ngang hàng song song với nhau. Trong đó, do Hoàng đế là chủ nên ở vị ["Tả"; 左], còn Hoàng thái hậu chỉ là phụ trợ nên ở vị trí ["Hữu"; 右]. Cũng vì nắm quyền, nghi thức của một Thái hậu nhiếp chính đều tương tự Hoàng đế, Thái hậu hạ thánh chỉ thì tự xưng là 「Dư; 予」, trên triều đường thì tự xưng 「Ngô; 吾」, mà không thể tự xưng từ chỉ chuyên dùng cho Hoàng đế là 「Trẫm; 朕」. Ngoài việc trực tiếp lên điện cùng Hoàng đế, đôi khi cần giải quyết sự vụ khác, các Thái hậu cũng có những hình thực "thùy liêm" tương đối đặc thù. Sử Triều Tiên có chép về cách thùy liêm khi không cần lên điện của triều Tống khá tỉ mỉ:「"Lúc Thùy liêm ở Tống triều có Thông ngữ Nội thị là người chịu trách nhiệm thông truyền trước màn nên Thái hậu có thể ở trong tẩm cung lệnh Nội quan hạ lệnh và quần thần thông qua Nội quan để thỉnh lệnh. Viên quan Tấu sự sẽ giải thích văn tự để bẩm báo, được đặc cách nghe chuyện"」. Sang thời nhà Thanh, khi Từ An Thái hậu và Từ Hi Thái hậu thực hiện thùy liêm, lại chọn cách ngồi ở sau bức rèm được đặt sau bảo tọa của Hoàng đế trong Dưỡng Tâm điện, do vậy tạo nên hình ảnh Thái hậu buông rèm ngồi sau Hoàng đế, trong khi thực tế đại đa số triều đại Thái hậu lại ngồi bên cạnh Hoàng đế, đây được cho là vì lúc đó có 2 vị Thái hậu đồng thời ảnh hưởng từ cách ngồi sau rèm của Võ Tắc Thiên.
Tại Việt Nam, sau thời nhà Lê Sơ có Hoàng thái hậu Nguyễn Thị Anh, thì từ đó đến triều nhà Nguyễn không còn trường hợp Thái hậu thực hiện "Thùy liêm thính chính" nào nữa cả, mà tư liệu việc Nguyễn Thái hậu thùy liêm ra sao cũng không được ghi lại cụ thể, nên hình thức thùy liêm của Thái hậu Việt Nam không rõ ràng. Còn tại Triều Tiên, từng xuất hiện khá nhiều những thời kỳ mà các Vương đại phi hoặc Đại vương đại phi thực hiện "Thùy liêm thính chính" thay mặt Quốc vương còn nhỏ tuổi quản lý triều chính. Chẳng hạn trường hợp Trinh Thuần Vương hậu Kim thị nhiếp chính cho tằng tôn của mình (theo vai vế trong vương thất chứ không cần có quan hệ huyết thống) là Triều Tiên Thuần Tổ. Đối với lễ giáo Triều Tiên thì đây là một sự kiện rất trọng đại, còn phải tiến hành các lễ Tế cáo, nên hình thực thùy liêm được ghi lại rất tỉ mỉ. Cách buông rèm của Triều Tiên về cơ bản được dựa vào đời nhà Tống, các Đại phi sẽ ngồi sau bức Bình phong đặt bên cạnh của Quốc vương trong Hi Chính đường (희정당; 熙政堂) tại Xương Đức Cung. Hướng ngồi là phía Đông (khi nhìn vào), mặt của Đại phi sẽ hướng về phía Nam.
Bên cạnh đó, có một số thuật ngữ khác chỉ việc nữ chủ tham dự. Theo lệ thông thường, "Thùy liêm thính chính" hoặc "Lâm triều thính chính" chỉ dành cho các Hoàng thái hậu và Thái hoàng thái hậu mà không phải Hoàng hậu. Nếu gián tiếp tham dự thì chỉ có thể gọi là 「Can chính; 干政」 hoặc 「Dự chính; 預政」. Việc Hoàng hậu tham dự chính sự, tương đồng với Thái tử thực hiện "Giám quốc", vì Hoàng đế trực tiếp điều hành quốc chính vẫn còn tại vị, do đó nếu Hoàng hậu trực tiếp tham dự triều chính thì chỉ xưng là 「Thiện quyền chuyên chính; 擅權專政」 hoặc 「Thính chính đại chính; 聽政代政」, còn nếu chỉ gián tiếp thì lại dùng các từ "Can chính" hoặc 「Gián chính; 諫正」.

### Nhìn nhận
Việc nhiếp chính là một hiện tượng tạm thời do vị quân chủ vắng mặt, hoặc vì lý do chính trị mà quốc gia không có quân chủ, vì vậy đều chỉ duy trì trong một khoảng thời gian nhất định. Đến khi vị quân chủ đủ tuổi, đủ khả năng hoặc có vị quân chủ mới lên ngôi, thì thời kỳ nhiếp chính sẽ kết thúc. Thông thường thời gian nhiếp chính là khoảng 8 năm, hoặc trong phạm vi hơn 10 năm bởi vì tuổi tác được gọi là "nhỏ" thông thường đã 5 hoặc 6 tuổi, cá biệt có trường hợp chỉ 1 tuổi (như Lê Nhân Tông). Tuy nhiên, những nhiếp chính có thế lực lớn đều có thời gian nhiếp chính vượt qua con số này khá nhiều, điển hình như Từ Hi Hoàng thái hậu, hoặc nền quân chủ đã bị thoái trào quá mức mà lập thành cả một "hệ thống" như gia tộc họ Tào, họ Tư Mã, gia tộc Fujjiwara và chúa Trịnh nắm quyền liên tục.
Từ thời nhà Hán chứng kiến Lã hậu rồi các Thái hậu Đông Hán độc bá triều cương, các triều đại về sau thường đem chuyện "Nữ chủ lâm triều" trở thành một chuyện tương đối nhạy cảm cho chính quyền, thường là một trường hợp để thao túng hoặc lợi dụng nào đó. Triều đại thiết chặt vấn đề này nhất chính là triều đại nhà Minh, chủ trương tách vai trò của Hậu phi khỏi chính trị, không hề xuất hiện một Nữ chủ lâm triều nào. Nho gia Tuân Tử, người có ảnh hưởng lớn lý thuyết Nho giáo đời nhà Tống, đã đem "Nữ chủ", "Trá thần" và "Tham lại" xưng là 「Tam loạn; 三亂」, do đó ảnh hưởng đến cách nhìn nhận về sau của việc nữ chủ tham gia chính sự, điển hình là từ thời Nam Tống, đã lấy Tân Nho học của Chu Hi vốn chịu ảnh hưởng từ lý thuyết của Tuân Tử để phán ánh gay gắt việc Nữ chủ lâm triều và độc bá triều cương. Các triều đại về sau dần hạn chế việc cho phép Thái hậu tham gia chính sự, khi các Hoàng đế còn nhỏ thì các hội đồng nhiếp chính lập ra đều có Thân vương và quan đại thần đứng đầu phụ chính, điển hình như chế độ của nhà Minh và nhà Thanh. Trường hợp Từ An Hoàng thái hậu và Từ Hi Hoàng thái hậu hoàn toàn là một ngoại lệ đặc thù, chuyển biến do đấu tranh chính trị chứ không phải là chủ trương của triều đại này ngay từ đầu. Theo lý thuyết mà Minh-Thanh thành lập, thông thường nhiếp chính là "Phụ chính đại thần", cả một hội đồng không ai quá ưu việt hơn ai và kiềm chế lẫn nhau, điển hình là Tứ trụ Đại thần thời Khang Hi hoặc Cố mệnh Bát đại thần thời Đồng Trị.
Trường hợp cũng có chấp nhận Hoàng thái hậu nhiếp chính thì đều có các quan đại thần bên cạnh phò trợ, không để Thái hậu một mình độc bá triều cương cũng xảy ra ở Việt Nam, như Đại Thắng Minh hoàng hậu thời nhà Đinh có Phó vương Lê Hoàn, Linh Nhân Thái hậu thời Lý có Lý Thường Kiệt và Lý Đạo Thành, hoặc như Tuyên Từ Thái hậu thời Lê có Nguyễn Xí và Trịnh Khả vậy. Sang thời nhà Nguyễn, các vị Vua nhỏ như Vua Kiến Phúc và Vua Duy Tân về cơ bản án theo cách làm của Minh-Thanh, tức chỉ có Hội đồng Phụ chính của Cơ Mật viện mà không cho Thái hậu lâm triều.

## Nhân vật nổi bật

### Trung Quốc
- Y Doãn - thời Thương Thái Giáp.

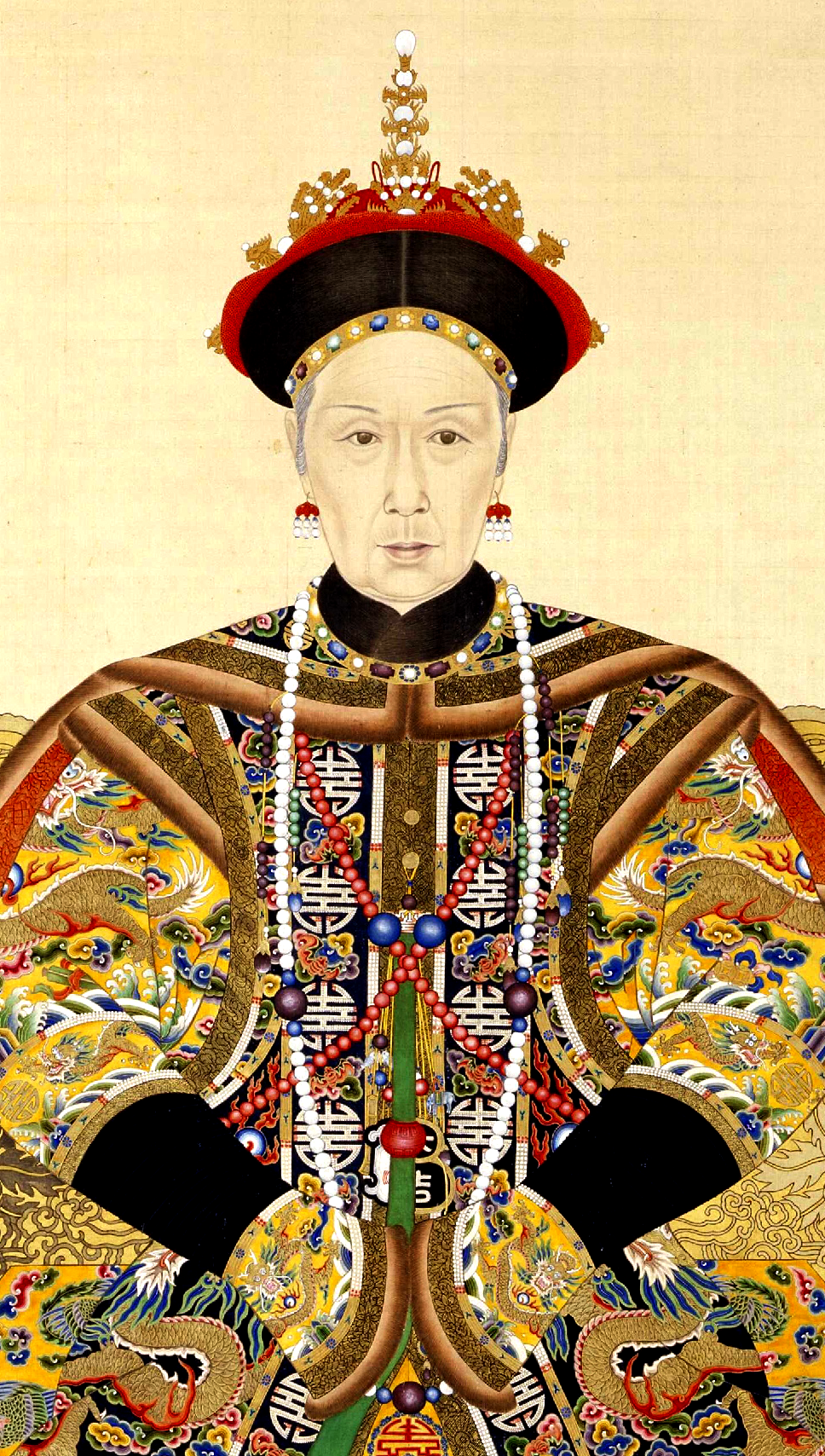
Từ Hi Thái hậu - một biểu tượng của cụm từ Thùy liêm thính chính tại Trung Quốc.

- Chu Công Đán - thời Chu Thành vương.
- Cộng hòa chấp chính - sau thời Chu Lệ vương.
- Lã hậu - thời Hán Cao Tổ, Hán Huệ Đế, Hán Tiền Thiếu Đế và Hán Hậu Thiếu Đế.
- Hoắc Quang - thời Hán Chiêu Đế và Hán Tuyên Đế.
- Vương Mãng - thời Hán Bình Đế và Nhũ Tử Anh.
- Hòa Hi Đặng Thái hậu - thời Hán Thương Đế và Hán An Đế.
- Tào Tháo và Tào Phi - thời Hán Hiến Đế.
- Tư Mã Ý, Tư Mã Sư cùng Tào Sảng - thời Ngụy Tề vương.
- Văn Thành Văn Minh Hoàng hậu - thời Bắc Ngụy Hiến Văn Đế và Bắc Ngụy Hiếu Văn Đế.
- Dương Kiên - thời Bắc Chu Tĩnh Đế
- Tắc Thiên Thuận Thánh Hoàng hậu - thời Đường Cao Tông, Đường Trung Tông và Đường Duệ Tông.
- Chương Hiến Minh Túc Hoàng hậu - thời Tống Chân Tông và Tống Nhân Tông.
- Chiêu Từ Thánh Hiến Hoàng hậu - thời Sở Đế Trương Bang Xương[11] và Tống Cao Tông.
- Thọ Hòa Thánh Phúc Thái hoàng thái hậu, Giả Tự Đạo - thời Tống Độ Tông và Tống Cung Đế.
- Thánh Thần Tuyên Hiến Hoàng hậu - thời Liêu Thánh Tông.
- Bốc Đáp Thất Lý-thời Nguyên Huệ Tông
- Đa Nhĩ Cổn và Tế Nhĩ Cáp Lãng - thời Thanh Thế Tổ.
- Ngao Bái, Sách Ni, Át Tất Long và Tô Khắc Tát Cáp - thời Thanh Thánh Tổ.
- Từ An Thái hậu và Từ Hi Thái Hậu - thời Thanh Mục Tông và Thanh Đức Tông.
- Nhiếp Chính vương Tải Phong - thời Tuyên Thống Đế.

### Việt Nam

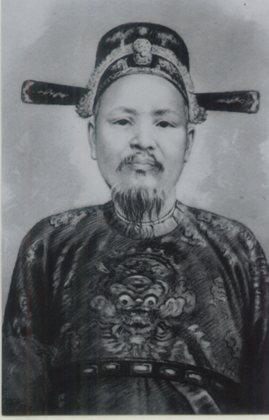
Phụ chính đại thần Tôn Thất Thuyết - một biểu tượng quan nhiếp chính của Việt Nam thời nhà Nguyễn.

- Phó vương Lê Hoàn - thời Đinh Phế Đế.
- Thượng Dương Hoàng thái hậu,Nguyên phi Ỷ Lan , Lý Thường Kiệt và Lý Đạo Thành - thời Lý Thánh Tông và Lý Nhân Tông.
- Đỗ Anh Vũ - thời Lý Anh Tông.
- Tô Hiến Thành - thời Lý Cao Tông.
- Trần Thái Tổ và Trần Thủ Độ - thời Trần Thái Tông.
- Hồ Quý Ly - thời Trần Thuận Tông và Trần Thiếu Đế.
- Tuyên Từ Nguyễn Thái hậu - thời Lê Nhân Tông.
- Các Chúa Trịnh - toàn bộ thời Lê trung hưng.
- Phạm Đăng Hưng và Lê Văn Duyệt - phụ tá thời Minh Mạng.
- Trương Đăng Quế - phụ tá thời Thiệu Trị.
- Trương Đăng Quế, Võ Văn Giải, Nguyễn Tri Phương, Lâm Duy Tiếp - phụ tá thời Tự Đức.
- Nguyễn Văn Tường, Tôn Thất Thuyết, Trần Tiễn Thành - phụ tá thời Dục Đức và Hiệp Hòa.
- Nguyễn Văn Tường, Tôn Thất Thuyết, Gia Hưng vương Nguyễn Phúc Hồng Hưu - phụ tá thời Kiến Phúc.
- Nguyễn Văn Tường, Tôn Thất Thuyết, Gia Hưng vương Nguyễn Phúc Hồng Hưu, Hoài Đức công Nguyễn Phúc Miên Lâm - phụ tá thời Hàm Nghi
- Thọ Xuân vương Nguyễn Phúc Miên Định, Nguyễn Văn Tường, Nguyễn Hữu Độ, Phan Đình Bình - phụ tá thời Đồng Khánh.
- Tuy Lý vương Nguyễn Phúc Miên Trinh, Hoài Đức quận vương Nguyễn Phúc Miên Lâm, Nguyễn Trọng Hợp, Trương Quang Đản, Bùi Ân Niên, Nguyễn Thân, Hoàng Cao Khải - phụ tá thời Thành Thái.
- An Thành vương Nguyễn Phúc Miên Lịch, Trương Như Cương, Lê Trinh, Hoàng Côn, Tôn Thất Hân, Nguyễn Hữu Bài, Vương Duy Trinh, Cao Xuân Dục, Trần Đình Phác, Hồ Đắc Trung, Đoạn Đình Duyệt - phụ tá thời Duy Tân.
- Tôn Thất Hân - phụ tá thời Bảo Đại.

### Nhật Bản

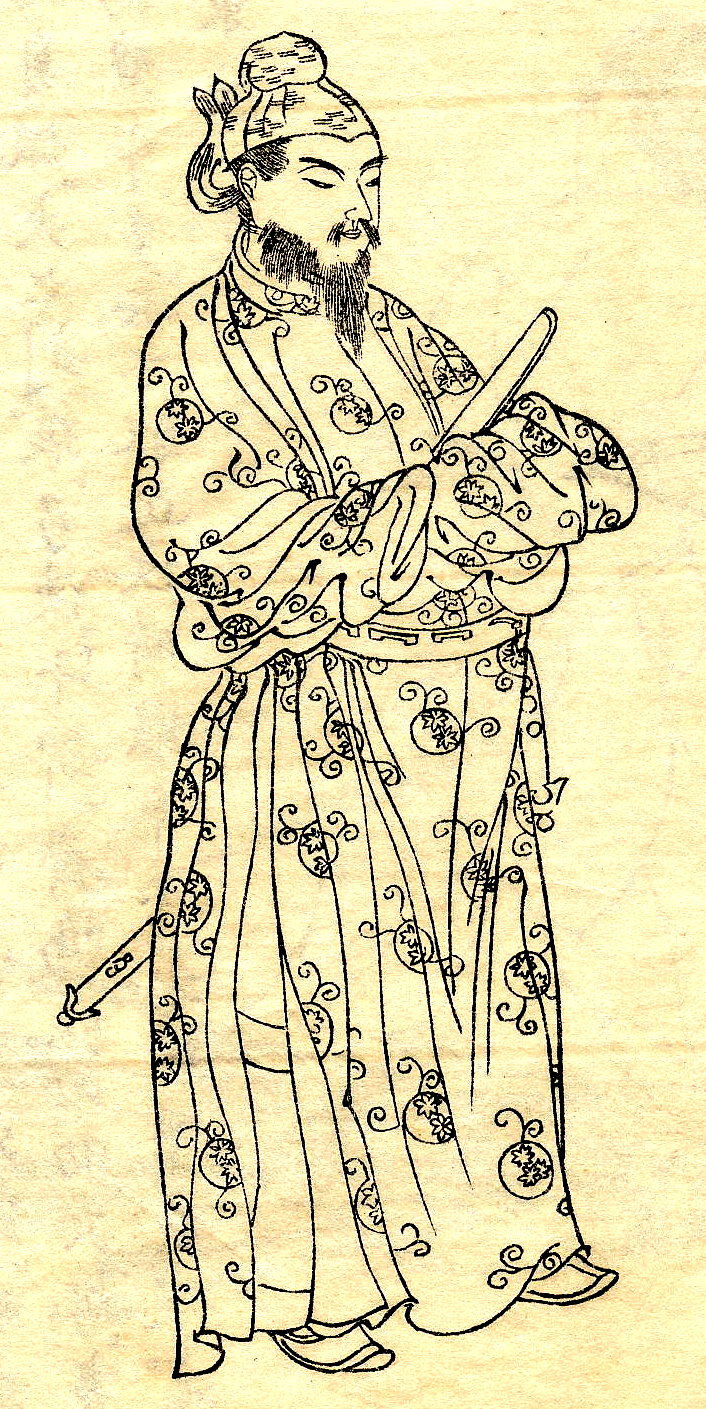
Thánh Đức Thái tử - biểu tượng nhiếp chính trong lịch sử Nhật Bản.

- Thần Công Hoàng hậu - Hoàng hậu của Trọng Ai Thiên hoàng. Theo truyền thuyết, bà là người đã nhiếp chính và lãnh đạo quốc gia trên thực tế từ khi phu quân của bà băng hà năm 201 đến khi con trai bà Ứng Thần Thiên hoàng lên ngôi năm 269.
- Thánh Đức Thái tử - là một nhà chính trị, nhà cải cách, nhân vật Phật giáo lừng danh trong lịch sử Nhật Bản.
- Thiên hoàng Suiko - Hoàng hậu thứ hai của Thiên hoàng Mẫn Đạt, nên đồng thời bà cũng là Hoàng tổ mẫu trên danh nghĩa của Thiên hoàng Jomei. Về sau bà trở thành Nữ Thiên hoàng đầu tiên có ghi nhận chính thức.
- Thiên hoàng Kōgyoku - Hoàng hậu của Thiên hoàng Jomei; sinh mẫu của Thiên hoàng Tenji và Thiên hoàng Tenmu. Về sau trở thành Thiên hoàng hai lần tại vị ở 2 giai đoạn khác nhau, nên sử dụng 2 tôn hiệu riêng biệt.
- Các thành viên Gia tộc Fujiwara - toàn bộ thời Heian.
- Fujiwara no Yoshifusa - thời Thiên hoàng Seiwa. Người mở đầu cho thời kỳ gia tộc Fujiwara nhiếp chính Nhật Bản.
- Fujiwara no Mototsune - thời Thiên hoàng Montoku đến Thiên hoàng Uda, trải 5 đời. Là một trong những Nhiếp chính quan quyền lực nhất của gia tộc Fujiwara.
- Ichijō Kaneyoshi - một Nhiếp chính quan thời Muromachi. Thời kỳ Thiên hoàng Shōkō đến Thiên hoàng Go-Tsuchimikado.
- Ichijō Akiyoshi - Nhiếp chính quan đầu tiên thời Edo. Thời kỳ Thiên hoàng Meishō.
- Nijō Nariyuki - thời Thiên hoàng Ninkō đến tận Thiên hoàng Meiji. Một trong những Nhiếp chính quan quyền lực nhất của lịch sử Nhật Bản.

### Triều Tiên
- Chỉ Triệu Thái hậu - thời Chân Hưng Vương
- Từ Thánh Thần Hiến Đại vương đại phi - thời Triều Tiên Duệ Tông và Triều Tiên Thành Tông.
- Thánh Liệt Nhân Minh Đại vương đại phi - thời Triều Tiên Minh Tông.
- Trinh Thuần Vương hậu - thời Triều Tiên Thuần Tổ.
- Hưng Tuyên Đại Viện Quân - thời Triều Tiên Cao Tông.
- Thuần Nguyên Vương hậu- thời Triều Tiên Triết Tông và Triều Tiên Hiến Tông